# Namibia en los Juegos Olímpicos de la Juventud 2018
Namibia compitió en los Juegos Olímpicos de la Juventud 2018 en Buenos Aires, Argentina, celebrados entre el 6 y el 18 de octubre de 2018. No obtuvo ninguna medalla en los juegos.

## Medallero
| Medalla       | Oro | Plata | Bronce | Total |
| ------------- | --- | ----- | ------ | ----- |
| Total oficial | 0   | 0     | 0      | 0     |

## Disciplinas

### Gimnasia artística
Namibia clasificó a un gimnasta por su desempeño en el Campeonato Africano Juvenil 2018.
- Individual masculino - 1 plaza

### Gimnasia en trampolín
Namibia clasificó a una gimnasta por su desempeño en el Campeonato Africano Juvenil 2018.
- Trampolín femenino - 1 plaza